# 天白渓

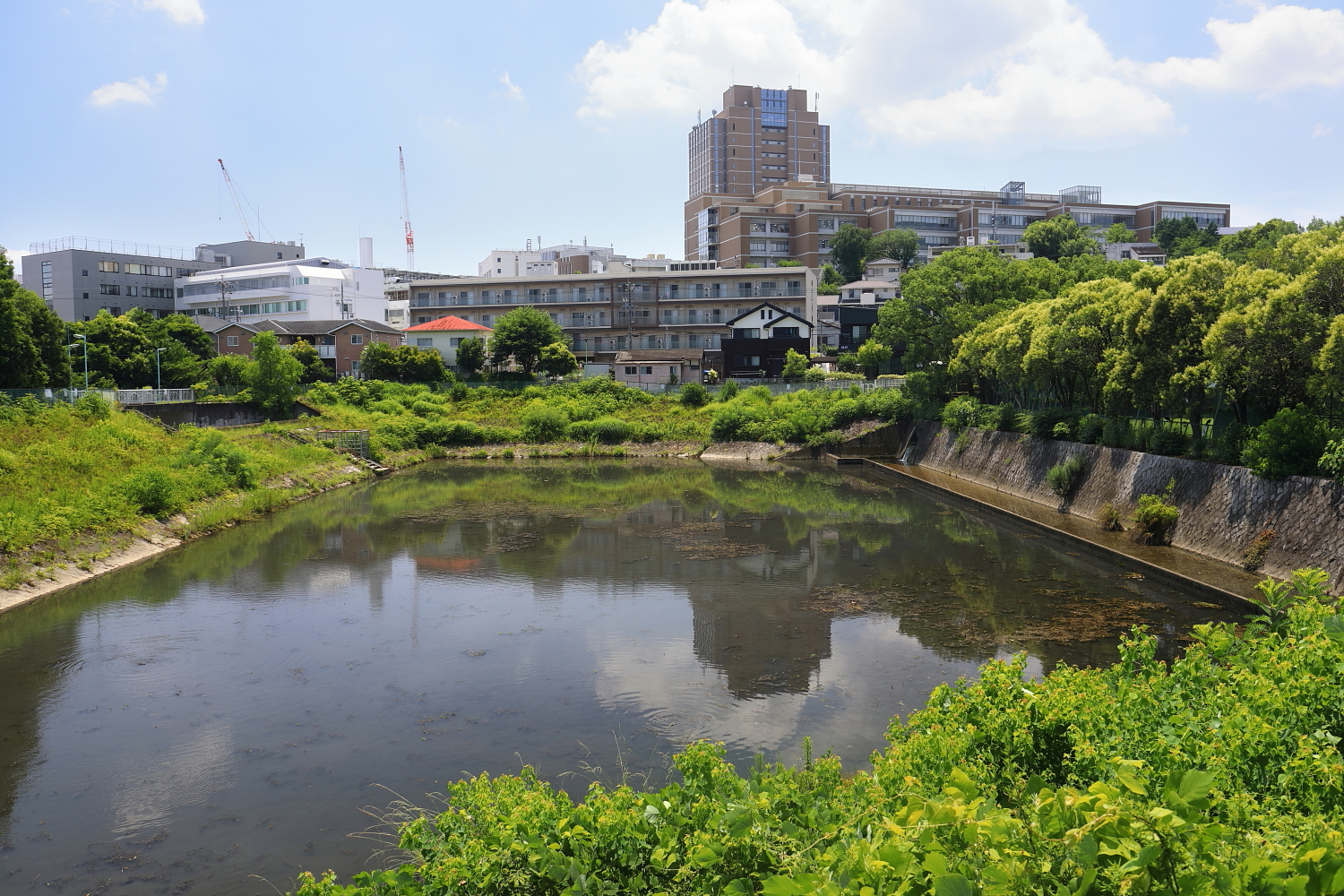
現在の下池。天白渓下池公園として整備されている。（2021年（令和3年）7月）

天白渓（てんぱくけい）は、愛知県愛知郡天白村大字八事字山田（現在の愛知県名古屋市天白区天白町大字八事字山田）にあった景勝地。別天地として賑わい、尾張百景のひとつとされた。八事山の一部である。

## 歴史
天白渓を含む八事山は平安時代ごろから景勝地としてよく知られており、山崎川の檀渓や塩竈神社、興正寺、島田地蔵寺などがその一翼を担っていた。天白渓にも美しい景観が広がっており、安政期には星崎天王社の神主であった青山守胤の隠棲の地となった。そのことから、武士、町人など様々な身分の人間が天白渓に集まったとされる。
その後、1910年（明治43年）の八事電車開通や1912年（大正元年）の八事遊園地開園などにより八事山は観光地としてより大きく発展、慰安旅行や小学校の遠足などにより大きな賑わいを見せた。伝統玩具である『八事の蝶々』が誕生したのもこの頃である。天白渓も昭和初期には行楽地として賑わい、滝と池、ラジウムによって広く知られた。1927年（昭和2年）には『天白渓遊園地』が完成、上池には水上飛行機、下池にはボートが浮かび、山辺には料理屋、カフェ、芝居小屋、巨大滑り台、貸別荘などがあった。その様子は吉田初三郎により『天白渓圖繪』として描かれている。当時は『空気新鮮、交通便利な中京唯一の理想的遊園地』とも謳われていた。
大きく賑わった八事山・天白渓であったが、1937年（昭和12年）の東山動植物園開園や1932年（昭和7年）にあった水害の被害などにより衰退、戦時体制に入ったこともあり修繕されることもなく寂れていった。現在、上池は埋め立てられてグラウンドとなり、下池も大きく縮小、往時をしのぶものはない。

## 自然・施設
以下に天白渓に存在していた自然・施設について述べる。

### 八事裏川
（やごとうらがわ）
現存。愛知県名古屋市を流れる天白川水系の普通河川。植田川の支川である。
川にはかつて上下の池、青山の滝、天白渓湿地などがあり天白渓を形成していた。上下の池はラジウムに富んでおり、『新愛知』では「絵のような池」と評されている。上池と下池の間の区間では、竜頭をかたどった船が人々を運んだほか、噴水も存在した。1932年（昭和12年）には水害を起こし、天白渓衰退の原因となった。現在ではライブカメラが設置されている。

#### 上池
現存しない。眺湖堤が存在したほか、水上飛行機が浮かんでおり、大人は二十銭、小人は十銭で乗ることができた。現在は埋め立てられ名城大学のグラウンドとなっている。戸笠池や島田新池、御小納戸池などと同様、現在の南区へ水を引くため池であり、上池は愛知郡桜村のため池であった。

#### 下池
現存。ボートが浮かんでおり、水は浅く、魚とりをする子供もいたほか、プールとしても使用された。上池同様、桜村のため池であった。現在では一部が埋め立てられ天白渓下池公園となっている。

#### 青山の滝
現存しない。下池の東南端にあった。上池の水が落下しており、落差30メートルほどであった。付近にはかつて青山氏一族の墓が存在した。
「1832年（天保3年）、眼病を患い、両目を失明した鈴木文七がこの滝にこもって37日間水祈願したところ、お告げを受け両眼がたちまち開いた」という伝説が残っている。鈴木文七はその後、妙見山浄昇寺を開山したとされる。
天白渓には他にも滝があり、『天白渓圖繪』にもその姿が描かれている。

#### 天白渓湿地
現存しない。天白渓の谷間に大きく広がっていた。現在は住宅地となっている。現在の『天白渓湿地』とは別である。
現在の『天白渓湿地』は八事裏川の水源のひとつとなっている。一度消滅したが、その後は復元作業も行われた。特別緑地保全地区に指定されている。

#### 橋梁
下流より順に記載。
- 植田西部一号橋
- 天白20号溝橋[21]
- 魚釣橋 - 現存しない。下池付近に存在した[13]。
- 天白14号溝橋[21]
- 天白13号溝橋[21]
- 天白1号溝橋[21]

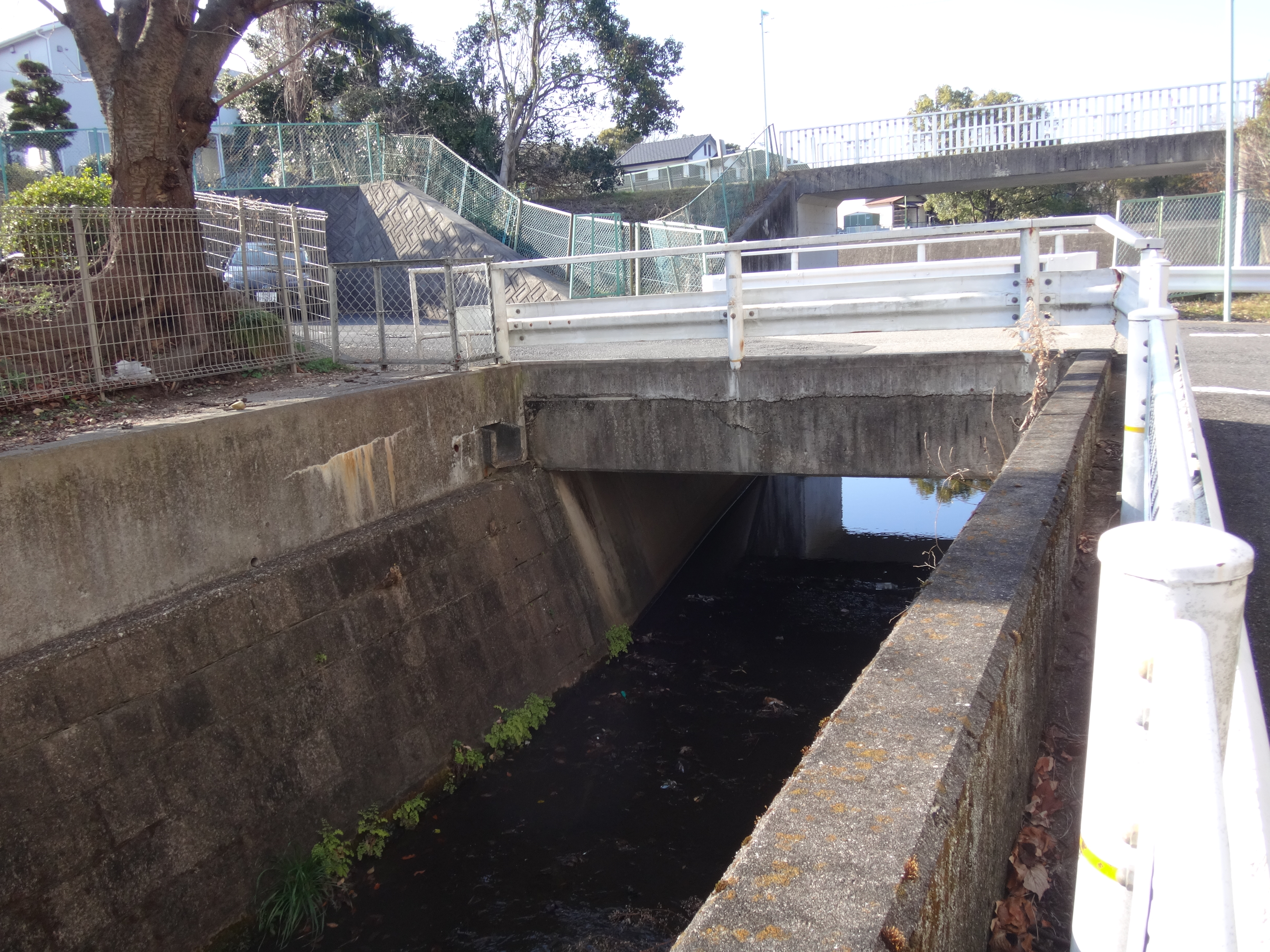
手前から植田西部一号橋、天白20号溝橋 （2024年（令和6年）2月）

### 山岳
全て小規模な山、東部丘陵の一部である。
- 蓬莱山 - 1928年（昭和3年）から住宅地・別荘地が開発、分譲された[13]。眺望は『実にすばらし』かったとされる[11]。
- 湖汀山[13]
- 太子山[11]

### 建造物
全て現存しない。この他、付近には八事墓地があり、巨大な火葬場は天白渓へ行く人々を驚かせた。
- 『白水園』 - 高級料亭[1]。
- 『双月庵』 - 下池付近に存在した[13]。
- 『美水庵』 - 上池付近に存在した[13]。
- 『滝見茶屋』 - 滝の前に存在した[13]。
- 『太子堂』 - 太子山の付近に存在した[13]。
- 『蓬莱閣』 - 蓬莱山のふもとに存在した[13]。
- 大型滑り台[1] - 蓬莱山に存在した[10]。
- 演芸場[13]
- 『鳳凰門』 - 竜宮城のような[9]、城郭の形を模した建物[13]。
- その他、蓬莱山では1928年（昭和3年）から住宅地・別荘地が開発、分譲された[13]。

## 現在の天白渓
戦後、上池は埋め立てられて名城大学のグラウンドとなり、下池周辺は天白渓下池公園として整備された。一帯は住宅地へと変貌しており、往時をしのぶものはない。周辺には高さ70メートルを超えるタワー75があり、一帯のランドマークとなっている。
近年では『八事天白渓線』を通す道路計画があったが、天白渓付近での計画は廃止されている。

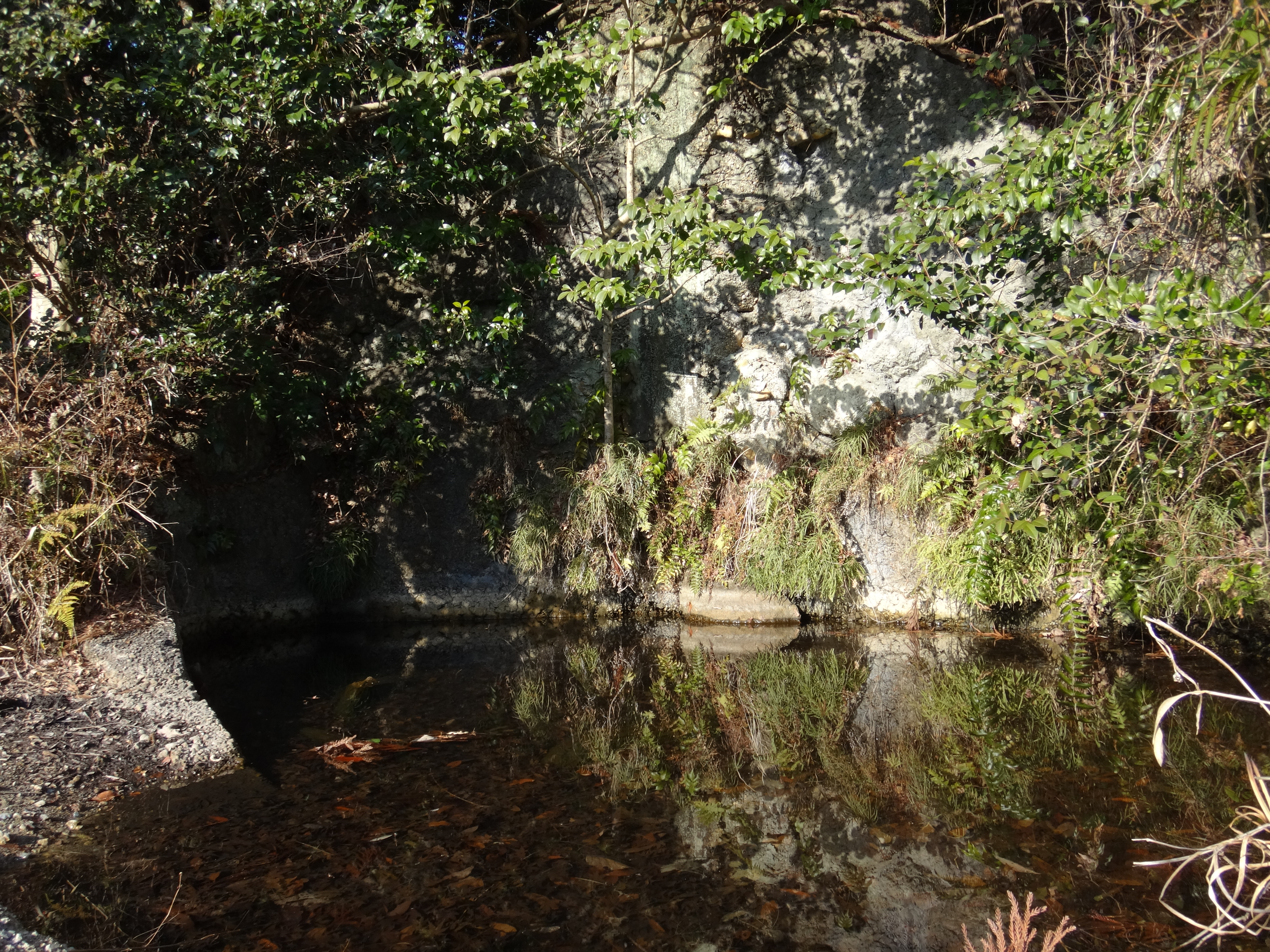
現在も周辺に残る湧き水 （2024年（令和6年）2月）
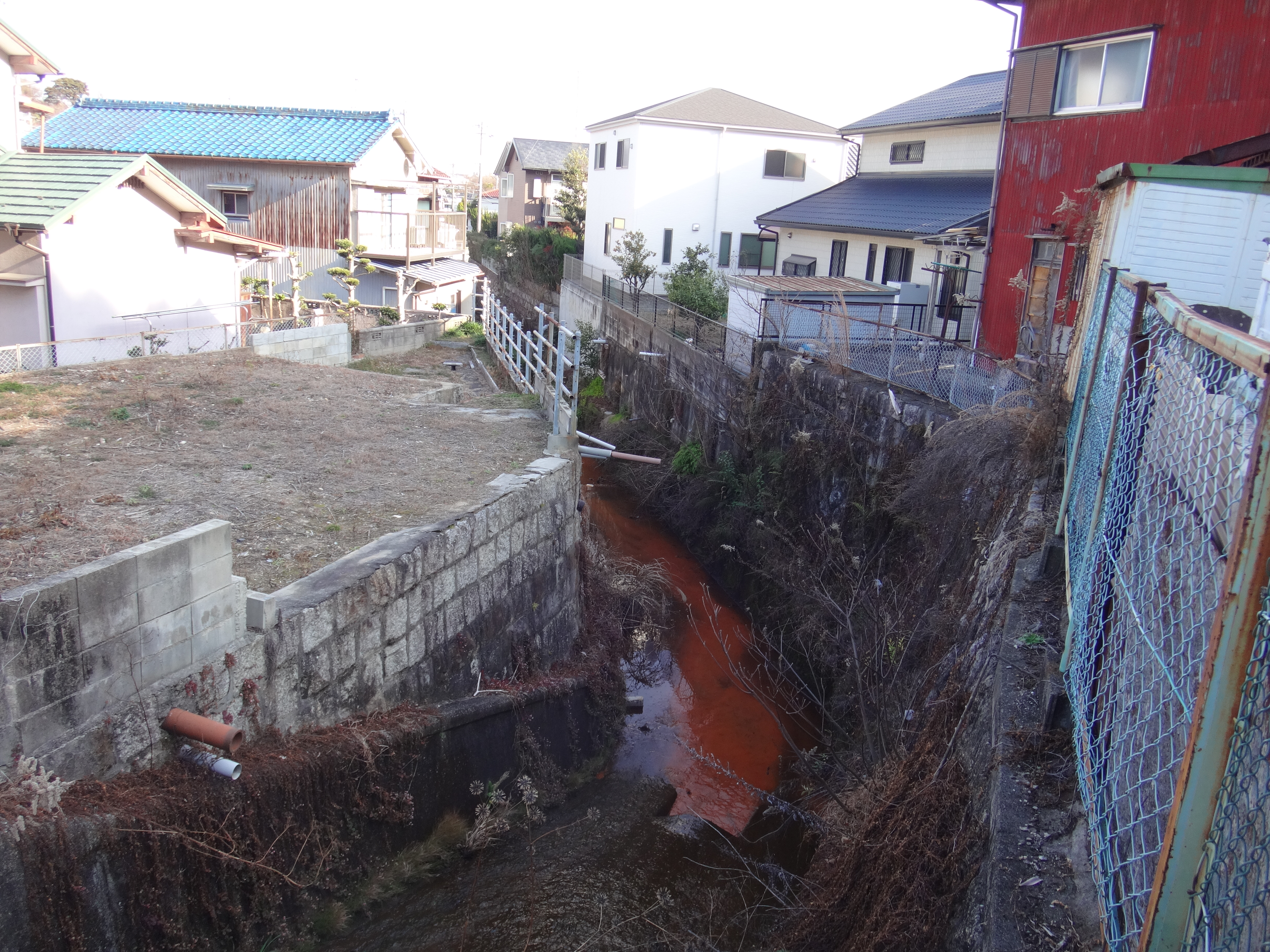
かつての上池の堤上から八事裏川を見下ろす （2024年（令和6年）2月）